# اوینوس
اوینوس (به انگلیسی: Evinos) رودخانه‌ای به‌طول ۹۲ کیلومتر است که در یونان جریان دارد.